# Schleichera oleosa

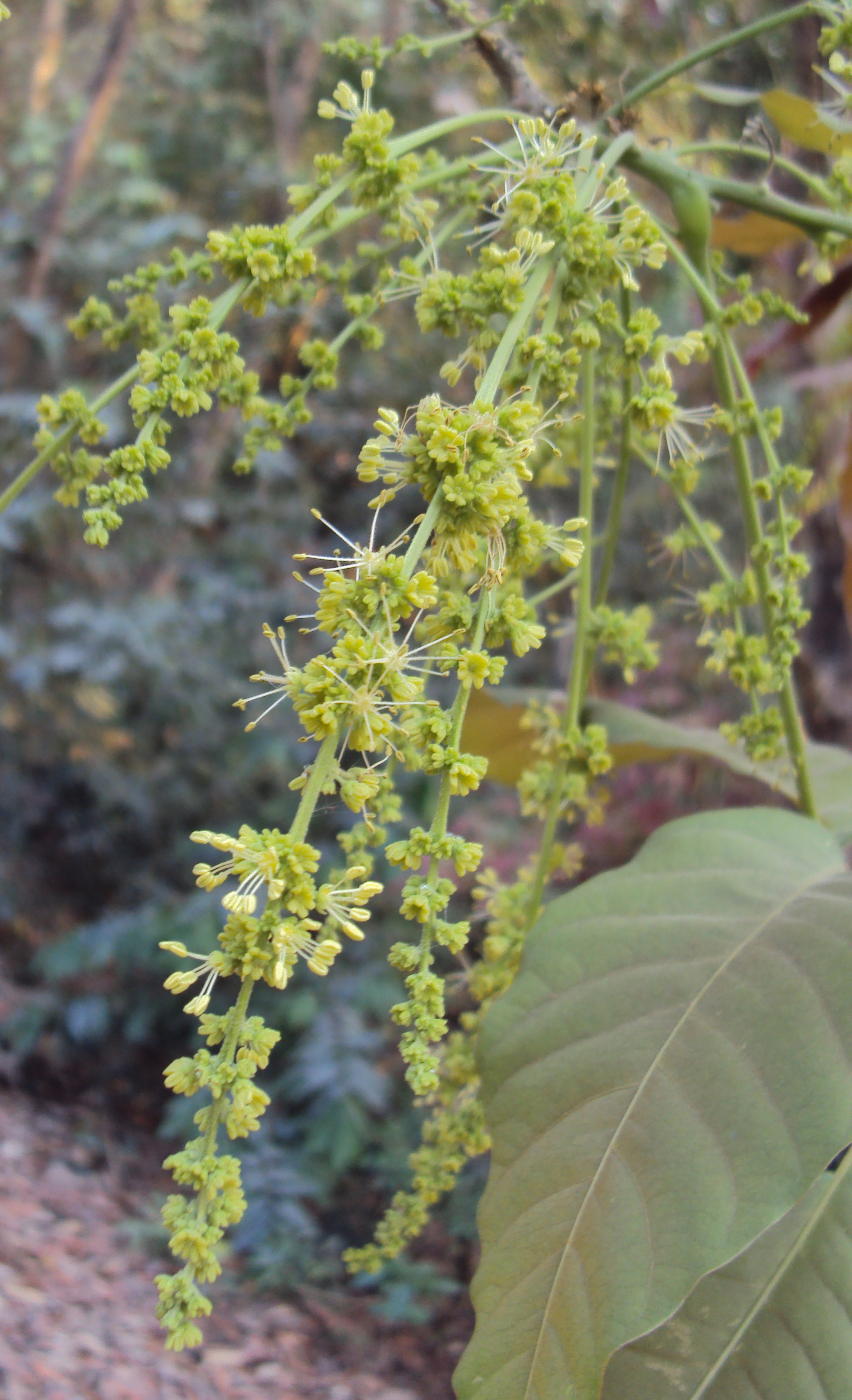
Männlicher Blütenstand

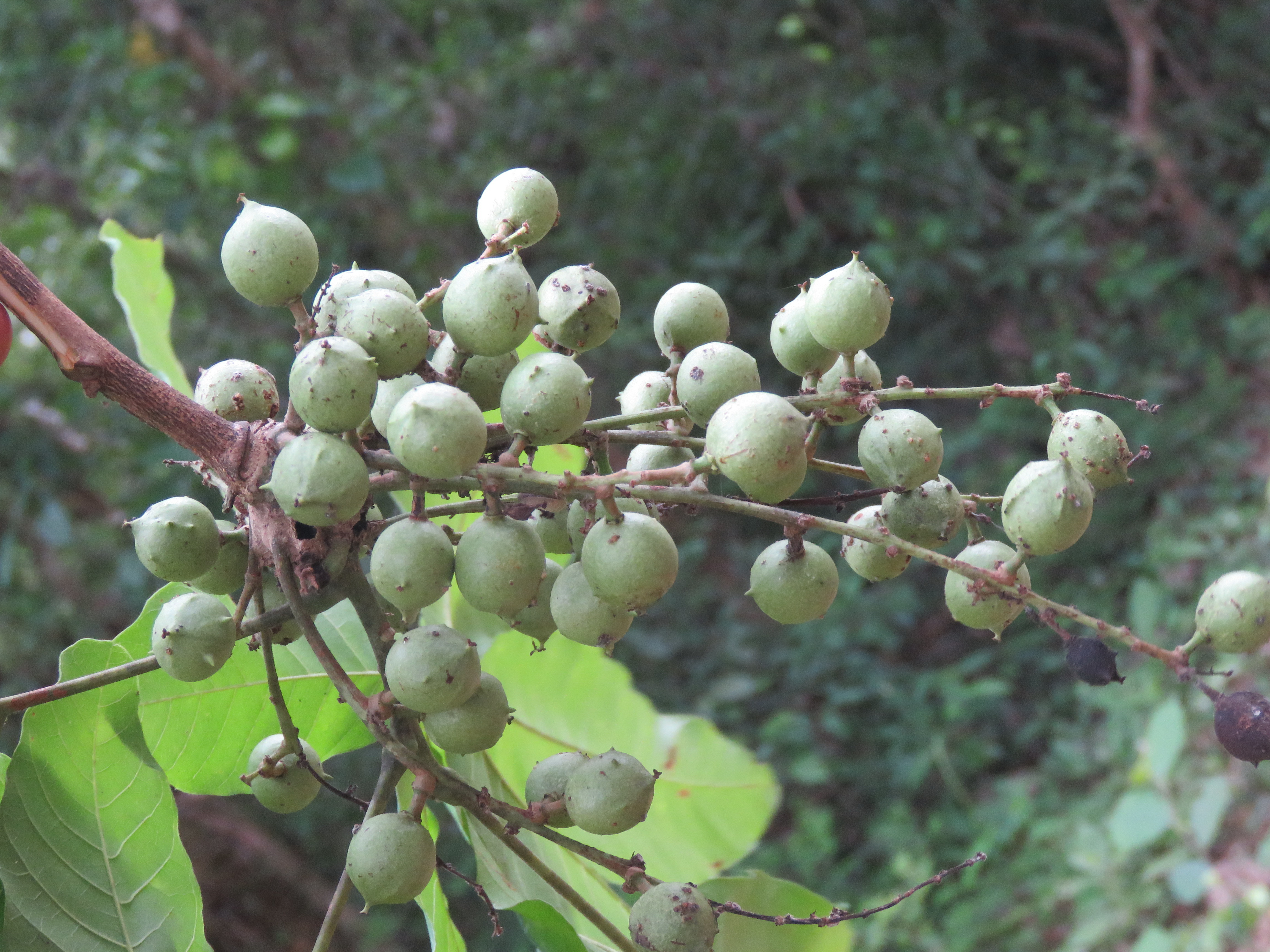
Unreifer Fruchtstand

Schleichera oleosa ist ein Baum in der Familie der Seifenbaumgewächse aus der Unterfamilie der Sapindoideae aus Indien, Bangladesch, Sri Lanka und aus dem nördlichen Südostasien sowie aus Sulawesi, Java. Es ist die einzige Art der Gattung Schleichera. Der Gattungsname ehrt den deutschen und Schweizer Apotheker und Botaniker Johann Christoph Schleicher (1768–1834).

## Beschreibung
Schleichera oleosa wächst als laubabwerfender bis halbimmergrüner, langsamwüchsiger Baum mit kurzem Stamm und dichter Krone bis zu 40 Meter hoch. Der Stammdurchmesser erreicht bis zu 2 Meter. Es sind meist Wurzelanläufe oder Riffelungen vorhanden. Die Borke ist gräulich bis grau-braun, relativ glatt und leicht schuppig.
Die wechselständigen und gestielten Laubblätter sind paarig gefiedert mit bis zu 6–8 Blättchen. Der Blattstiel ist bis 8 Zentimeter lang. Die leicht ledrigen, eingebuchteten bis rundspitzigen oder stumpfen, seltener spitzen bis bespitzten Blättchen sind kurz gestielt bis fast sitzend und elliptisch oder eiförmig bis verkehrt-eiförmig. Die fast kahlen Blättchen sind etwa 5–22 Zentimeter lang und der Rand ist ganz bis ausgeschweift und oft wellig. Die Blättchenstiele sind bis 3 Millimeter lang. Manchmal ist ein reduziertes Endblättchen ausgebildet. Die jungen Blätter sind rötlich.
Schleichera oleosa ist funktionell zweihäusig diözisch. Es werden kürzere, achselständige, leicht behaarte und thyrsige bis traubige Blütenstände gebildet. Die sehr kleinen, funktionell eingeschlechtlichen und kurz gestielten Blüten mit einfacher Blütenhülle, die Kronblätter fehlen, sind gelblich bis grünlich. Die 4–6 feinhaarigen, eiförmigen bis dreieckigen Kelchblätter sind kurz verwachsen und bis 1,5 Millimeter lang. Die männlichen Blüten besitzen 5–9 vorstehende Staubblätter mit leicht behaarten Staubfäden und einen reduzierten Pistillode. Die weiblichen einen oberständigen, behaarten Fruchtknoten mit kurzem, dicklichem Griffel und gelappter Narbe und kurze Staminodien. Es ist jeweils ein Diskus vorhanden.
Es werden kleine, rundliche bis eiförmige, bis 2,5 Zentimeter große, hartledrige und leicht schorfige bis schwach, wenig bestachelte, grün-bräunliche bis bräunliche Beeren (Panzerbeere) mit Griffelresten gebildet. Die 1–2 glatten Samen sind von einem fleischigen, orangen Arillode komplett eingehüllt.
Die Chromosomenzahl beträgt 2n = 32.

## Verwendung
Der Baum dient der Lackschildlaus als Wirtspflanze.
Die angenehm schmeckenden, säuerlichen Früchte bzw. der Arillode sind essbar. Unreife Früchte werden auch eingelegt.
Aus den Samen kann ein Öl (Kusum-, Mac(k)assaröl) gewonnen werden.
Die Rinde, gemahlene Samen und das Samenöl werden medizinisch genutzt. Das Öl wird auch als Haarpflegemittel verwendet.
Das harte und schwere Holz ist recht beständig, es wird für verschiedene Anwendungen genutzt.